# کوریستانکو
کوریستانکو (به اسپانیایی: Coristanco) یک دهستان اسپانیا است.

## خصوصیات
کوریستانکو ۱۴۰ کیلومترمربع مساحت و ۸٬۲۳۸ نفر جمعیت دارد.